# Prasit Jantum
Prasit Jantum (thailändisch ประสิทธิ์ จันทุม, * 30. April 1995 in Khon Kaen) ist ein thailändischer Fußballspieler.

## Karriere

### Verein
Prasit Jantum erlernte das Fußballspielen in der Schulmannschaft der Srisongkramwittaya School sowie in der Jugendmannschaft des vom Suphanburi FC. Der Verein aus Suphanburi spielte in der ersten Liga. Hier unterschrieb er 2014 auch seinen ersten Profivertrag. 2015 wurde er an den Drittligisten Simork FC ausgeliehen. Die Rückserie 2016 erfolgte eine Ausleihe nach Lampang an den Zweitligisten Lampang FC. Anfang Juli 2021 wechselte er zum Ligakonkurrenten PT Prachuap FC.

### Nationalmannschaft
2016 spielte Prasit Jantum einmal in der thailändischen U-23-Nationalmannschaft. 